# Cesare Battisti (irrédentiste)
Pour les articles homonymes, voir Battisti et Cesare Battisti.
Cesare Battisti (4 février 1875- 12 juillet 1916), né et mort à Trente (Trentin-Haut-Adige), est un journaliste, géographe, homme politique socialiste et un révolutionnaire irrédentiste italien.

## Biographie
Il est citoyen de l'empire d'Autriche-Hongrie par sa naissance à Trente, alors territoire autrichien. Fils d'un marchand, il suit ses études au Lycée Impérial Royal à Trente, devenu le lycée (it) Giovanni Prati, il déménage à Graz pour y continuer ses études. Durant cette période, il y rencontre un groupe des marxistes allemands avec lesquels il fonde un journal, qui est immédiatement censuré, et rejoint ensuite l'université de Florence.
Diplômé en géographie, en 1898, il décide de suivre les traces de son oncle maternel Don Luigi Fogolari et embrasse les idéaux patriotiques de l'irrédentisme.
Après ses études universitaires, il publie des études géographiques, dont le Guide du Trentin-Haut-Adige. En parallèle, il se bat pour améliorer les conditions de vie des travailleurs et les problèmes sociaux et politiques du Trentin, à la tête d'un mouvement socialiste. En 1900, il fonde le journal socialiste Le peuple ainsi que l'hebdomadaire illustré Vita Trentina.
Désireux de se battre pour la cause de la région du Trentin, il est élu député au Reichsrat en 1911. En 1914 il se marie à Ernesta Bittanti (Crémone, 1871 - Trente, 1957) avec laquelle il a trois enfants : Louis (1901-1946), Livia (1907-1978) et Camillo (1910-1982).
Le 11 août 1914, deux semaines après le déclenchement de la guerre entre l'Autriche-Hongrie et la Serbie, le député Cesare Battisti quitte le territoire autrichien et s'installe à Treviglio en Italie.

Battisti devient immédiatement un propagandiste actif pour l'intervention italienne contre l'empire austro-hongrois, il organise à cet effet plusieurs rassemblements dans les grandes villes italiennes et en publiant des articles dans les journaux et magazines.
Le 24 mai 1915, l'Italie entre en guerre. Battisti s'engage comme volontaire dans le 50e compagnie du bataillon alpin Edolo.
Sous la direction de Gennaro Sora (it) et Fratelli Calvi (it), par son mépris du danger il multiplie les exploits militaires. En août 1915, il est muté pour commander un groupe de skieurs à Passo del Tonale et devient ensuite officier au bataillon Vicenza du 6e régiment alpin (it), qui opère en 1915 sur le mont Baldo puis en 1916 sur le mont Pasubio.
En mai et juin, sous les ordres de Fabio Filzi (it), il participe à l'échec de la Strafexpedition autrichienne. En juillet, le lieutenant Battisti reçoit l'ordre d'occuper le Monte Corno di Vallarsa (it) situé sur la droite Vallarsa, occupé par les forces austro-hongroises.

Attaquant à la tête des 59e, 60e et 61e compagnie du bataillon Vicenza, il est fait prisonnier le 10 juillet 1916, ainsi que Fabio Filzi (it).
Reconnus, les deux hommes sont transportés à travers la ville, enchainés dans un panier entouré de soldats.
Le 11 juillet, qualifié de traître, d'escroc, de lâche, de déserteur, il est condamné à mort par pendaison par un tribunal militaire autrichien, condamnation que subiront tous les irrédentistes italiens. 

Le 12 juillet 1916, il est emmené avec Fabio Filzi au château du Bon-Conseil à Trente, et pendu dans les fossés du château. Selon la version italienne créditée par les historiens, il est mort en criant face au bourreau et les nombreux spectateurs : Viva Trento italiana! Viva l'Italia!.

## Hommages
Battisti repose depuis 1935 dans un mausolée en forme de colonnade circulaire qui s'élève sur la colline du Doss Trento à Trente.
Plusieurs monuments et rues portent son nom en Italie.

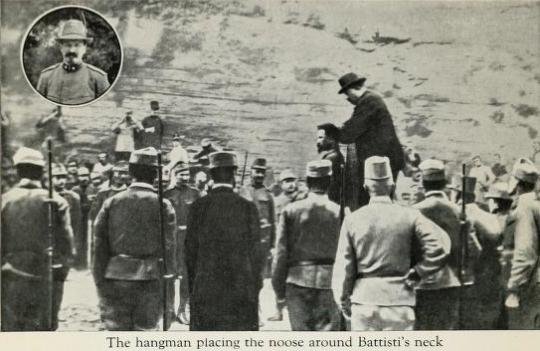
Pendaison de Cesare Battisti.
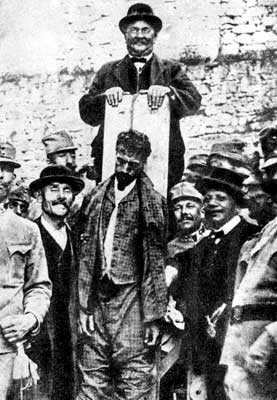
Après l'exécution de Cesare Battisti.
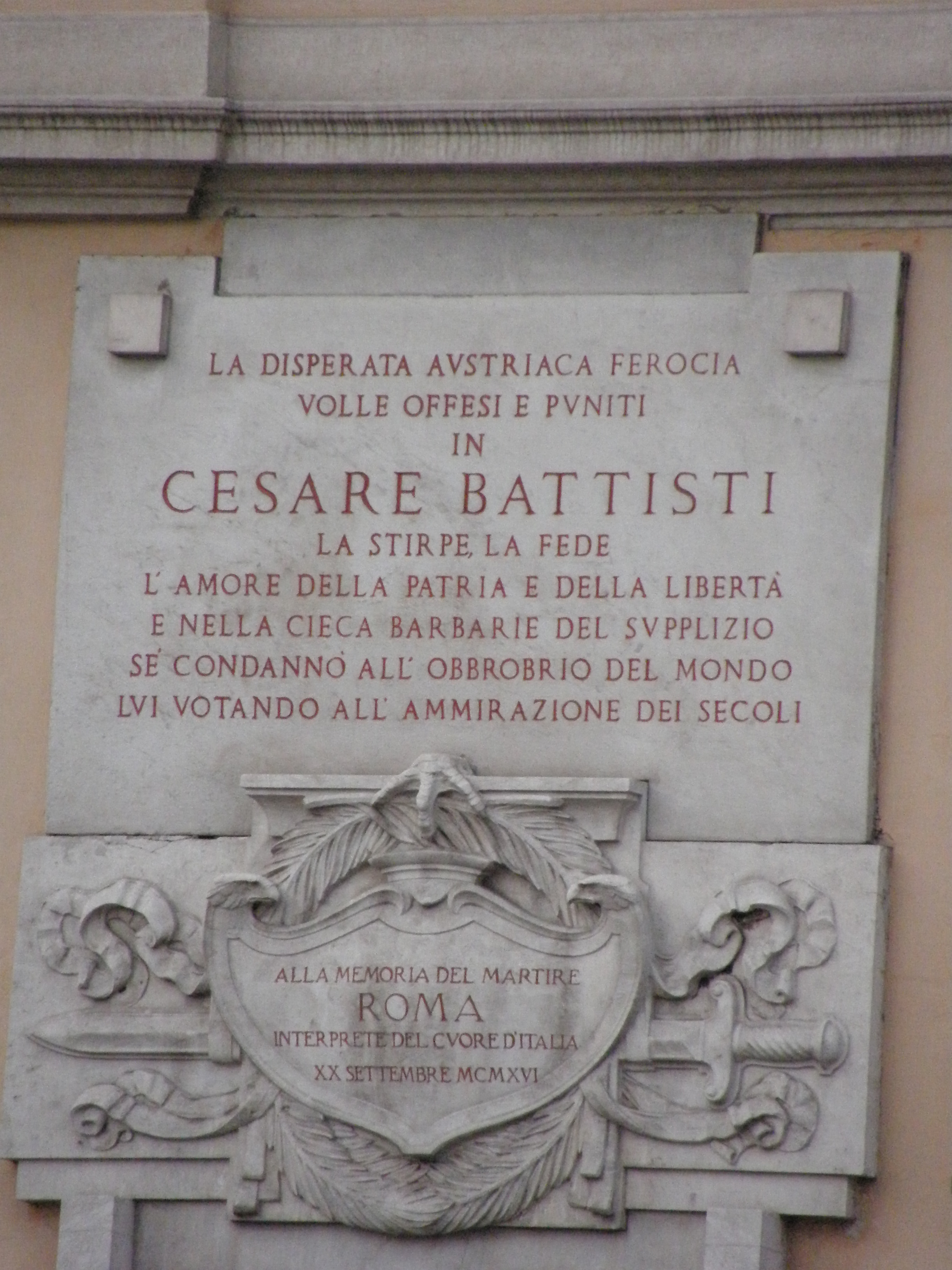
Plaque sur la demeure de Cesare Battisti à Rome.
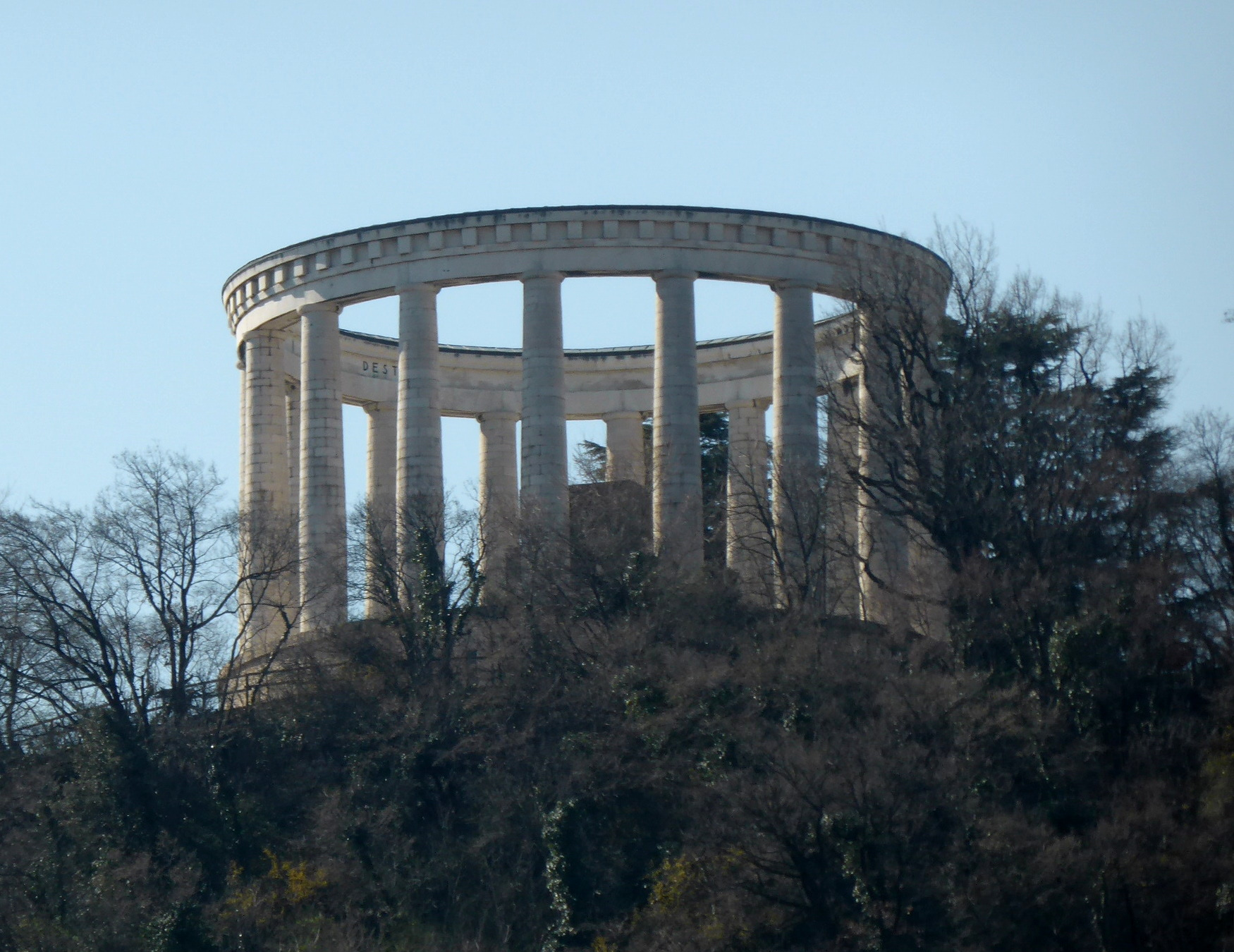
Mausolée de Cesare Battisti à Trente.
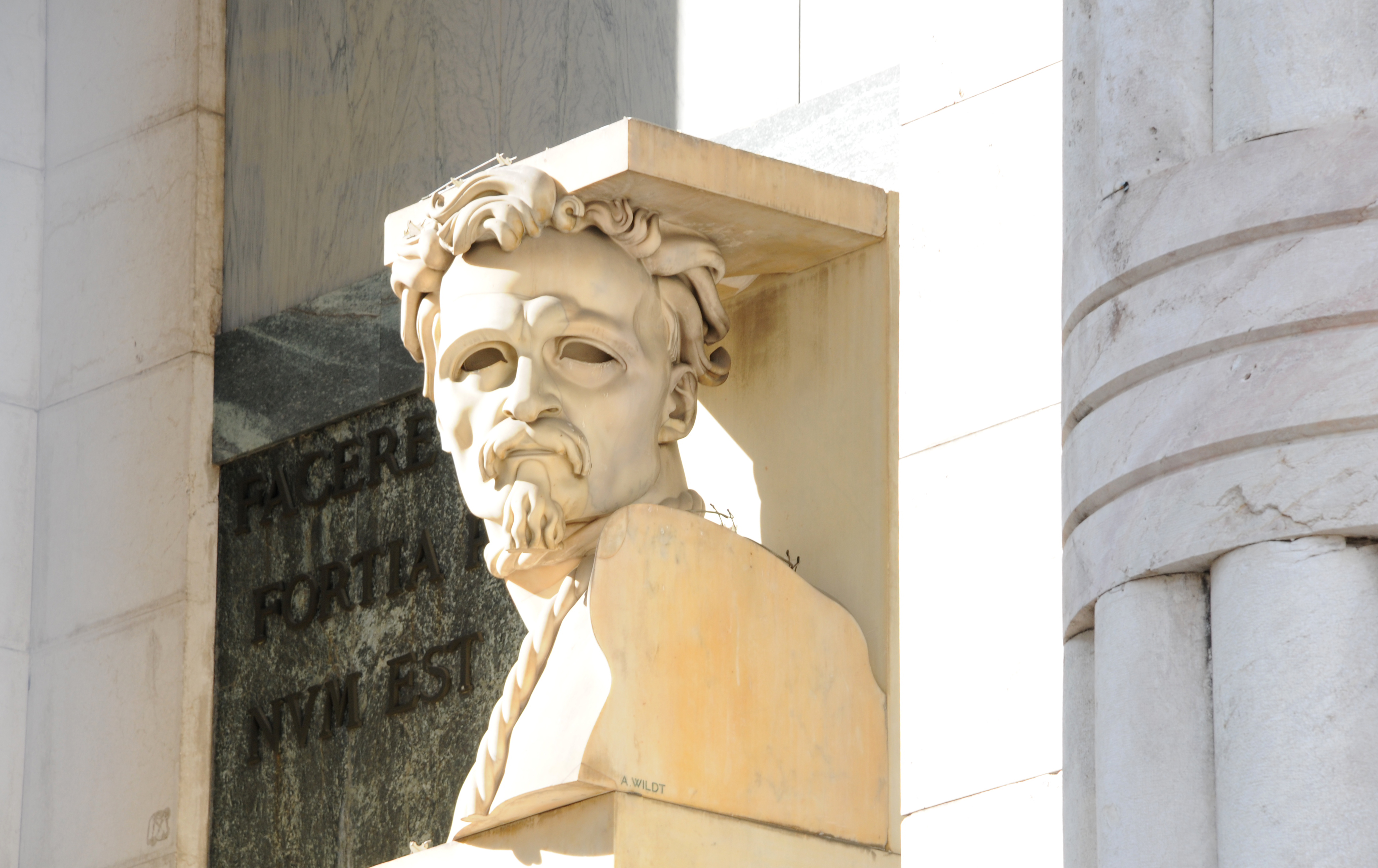
Buste de Cesare Battisti par Adolfo Wildt, sur le monument à la victoire, à Bolzano.